# 马六甲国际机场
马六甲国际机场（也称峇株安南机场），是一座位于马来西亚马六甲的国际机场，主要服务马六甲和柔佛州北部。机场航站楼总面积7,000平方（75,000平方英尺），每年可服务150万名乘客。机场长2135米的跑道允许波音737和空中客车A320系列登陆。

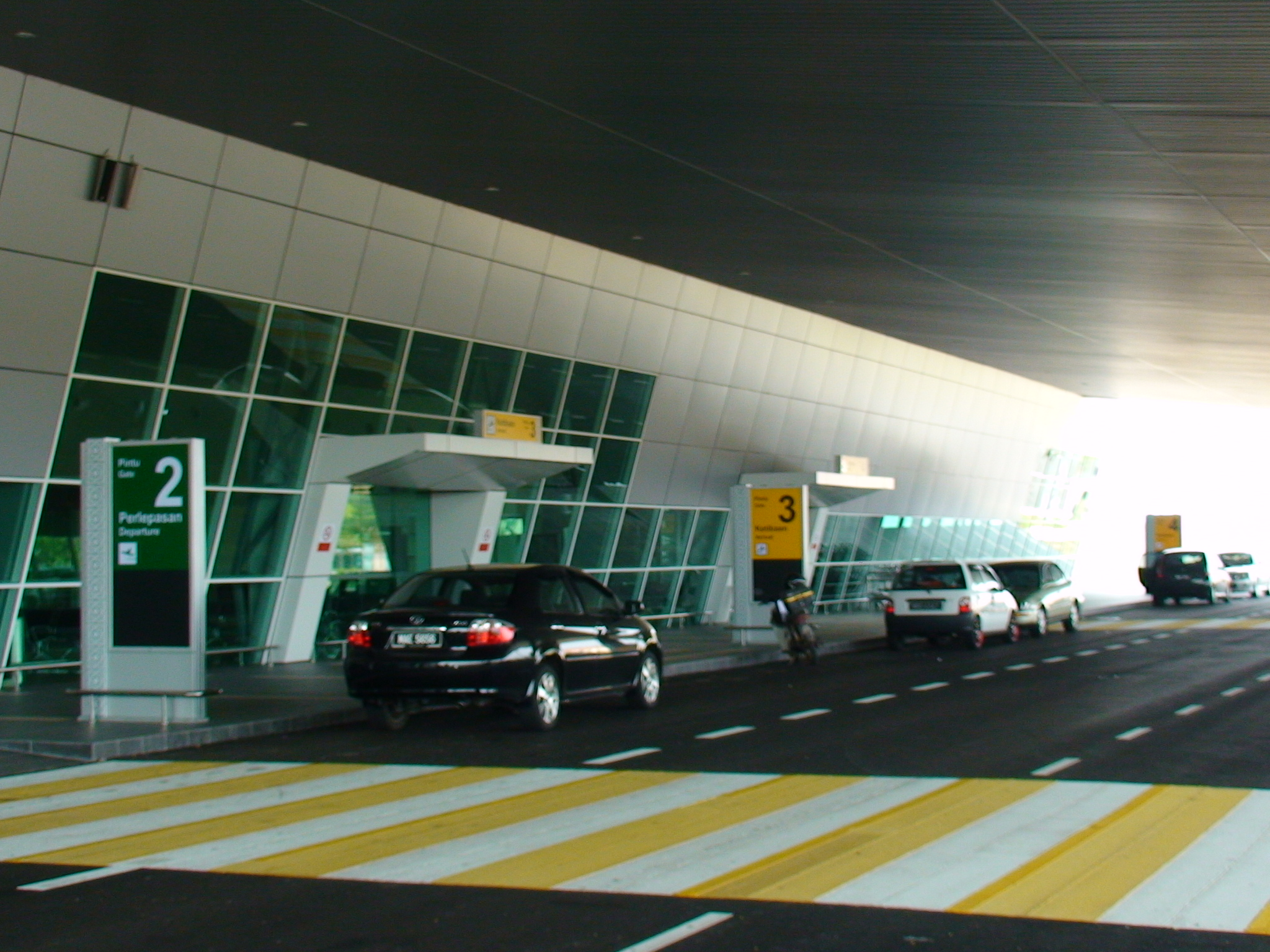
新航站楼入口

## 历史
机场总面积为141英畝（0.57平方），始建于1952年。该机场同时也见证了马来西亚首任首相东姑阿都拉曼于1956年2月20日从英国伦敦抵达马六甲，并在此宣布了马来亚的独立日期。其中具有历史价值的航空控制塔曾因跑道扩建工程而需要被拆除，但在马六甲时任首席部长莫哈末阿里的维护下该塔得以保存至今。
1987年，马来西亚飞行学院在机场设立，并持续至今
2012年3月29日，印尼Sky Aviation航空曾为马六甲机场提供前往北干峇鲁机场的服务，直到2014年该航空公司被吊销执照而停止服务。马来西亚航空属下的飞萤航空也曾于2011年在马六甲机场短暂起降，唯因客源不足而在经营数月后宣布停飞。
2014年11月4日，马六甲机场迎来新成立的马印航空航空公司进驻，提供每周5趟往返槟城和北干峇鲁的航班。
2016年，印尼快速航空（XpressAir）于2016年4月29日入驻马六甲机场，提供每周4趟往返北干峇鲁的航班服务。该航空经营不到4个月便于9月起暂停服务，惟随后该航空公司于11月21日复飞。2016年9月29日，中国南方航空提供往返广州的包机直航服务，惟航班服务也在同年终止。
马六甲首席部长依德利斯哈倫于2017年7月17日接見亞航總執行長艾琳奧瑪后，宣布亚洲航空将于不久后在马六甲机场开拓国内外航线。目前计划开拓的航線包括飞往越南胡志明市及河內、印尼北干峇鲁及雅加達和中国广州市；马来西亚國內的航線則為亞庇、古晉、浮羅交怡等。
2019年，受新冠肺炎影響，馬六甲國際機場直到2023年5月才開始復航來往檳城航班
2023年8月16日， 馬六甲國際機場受機票售價過高，地理與吉隆坡機場鄰近問題下，最後一班飛往印度尼西亞北乾巴魯起飛後，機場再沒有任何商業客機服務提供(商業包機除外)
2023年10月，馬六甲州政府提出與7間航班公司設立新合作協議條款，希望能夠在協議內與航班公司達成不停飛協議，7間航班公司包含馬來西亞航空、亞航、岩迪航空(前馬印航空)及飛翼航空均沒有在10月31日限期前回覆。
2023年11月，馬來西亞交通部長陸兆褔表示希望招攬投資者入駐馬六甲國際機場，州政府計劃改變機場用途，發展維修直升機服務及輕型飛機中心等。
2024年1月23日，國際飛行學院IATAC機型Piper PA-28-181 小型訓練機於馬六甲國際機場跑道上著陸失敗，沒有傷亡。
2024年10月23日，甲州首席部長阿都拉勿星期五（8月9日）為甲州國際旅遊展主持開幕後說，酷航(SCOOT)將從10月23日起，提供一周五趟往返新加坡和馬六甲的航班，機場因需求低而蒙受虧損，甚至出現零航班的窘境。機場去年8月被迫暫停作業，直到今年中才恢復運作。

## 起降航班及航点
| 航空公司 | 目的地         |
| -------- | -------------- |
| 酷航     | 新加坡樟宜机场 |

## 统计数据

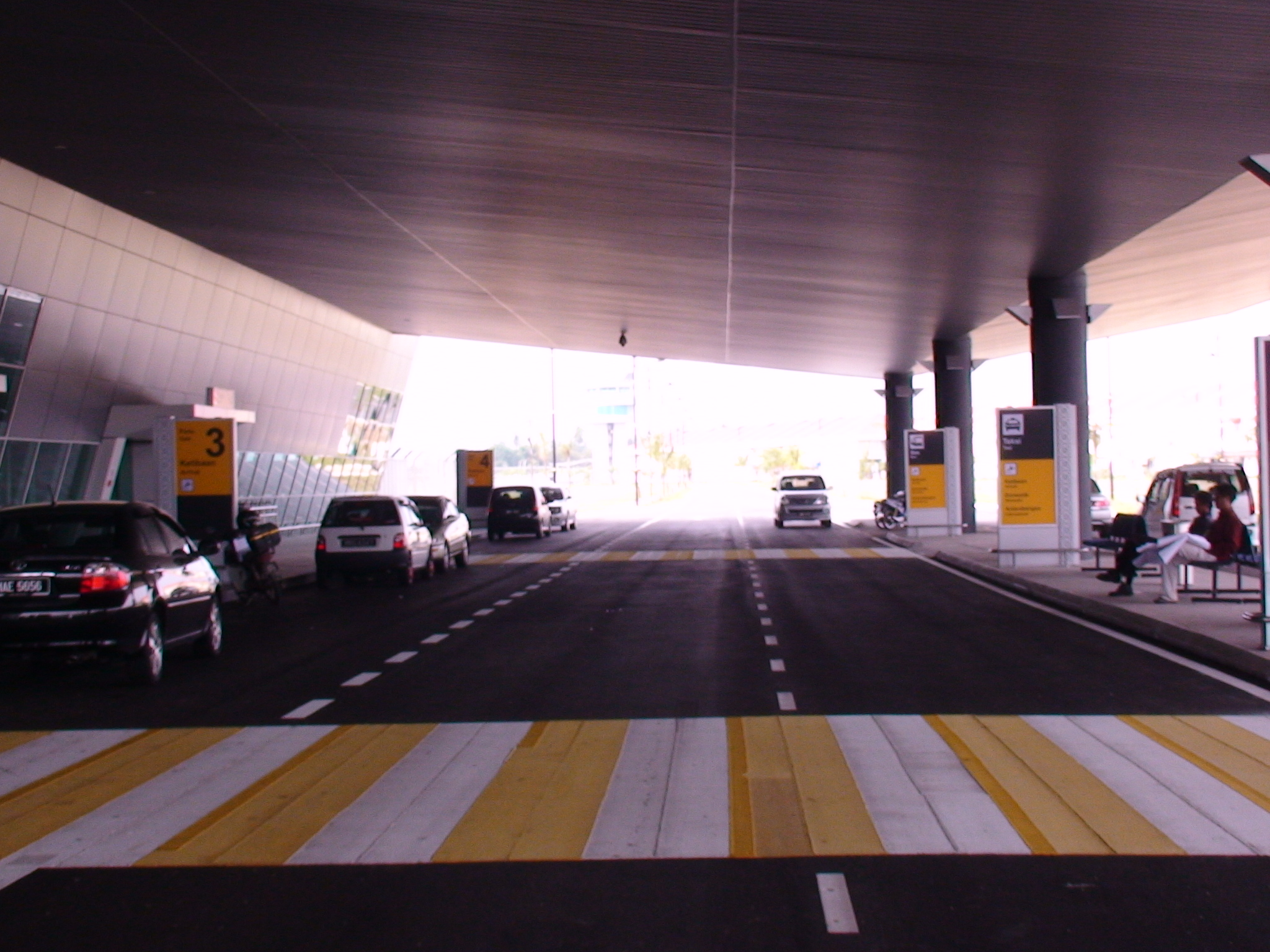
航站楼入口景观

| 排名 | 目的地             | 每周航班数量 | 航空公司 |        |
| ---- | ------------------ | ------------ | -------- | ------ |
| 1    | 檳城               | 14           | AK, OD   | 國內線 |
| 2    | 印度尼西亞北干巴魯 | 7            | OD       | 国际線 |
| 3    | 吉打浮罗交怡       | 7            | OD       | 國內線 |
| 4    | 吉兰丹哥打峇鲁     | 3            | OD       | 國內線 |